# Círculo de nove pontos

Os nove pontos

Mesmo que o ortocentro e o circuncentro fiquem fora do triângulo, a construção ainda funciona

Na geometria, o círculo de nove pontos é um círculo que pode ser construído para qualquer triângulo. É assim chamado porque passa por nove pontos concíclicos significativos definidos a partir do triângulo. Esses nove pontos são:
- O ponto médio de cada lado do triângulo
- O pé de cada altura
- O ponto médio do segmento de reta de cada vértice do triângulo até o ortocentro (onde as três alturas se encontram; esses segmentos de reta estão em suas respectivas alturas).[1][2]

O círculo de nove pontos também é conhecido como círculo de Feuerbach, círculo de Euler, círculo de Terquem, círculo de seis pontos, círculo de doze pontos, círculo de n-pontos, círculo medioscrito, círculo intermediário ou círculo intermediário. Seu centro é o centro de nove pontos do triângulo.

## Nove pontos significativos
O diagrama acima mostra os nove pontos significativos do círculo de nove pontos. Os pontos {\displaystyle D}, {\displaystyle E} e {\displaystyle F} são os pontos médios dos três lados do triângulo. Os pontos {\displaystyle G}, {\displaystyle H} e {\displaystyle I} são os pés das alturas do triângulo. Os pontos {\displaystyle J}, {\displaystyle K} e {\displaystyle L} são os pontos médios dos segmentos de reta entre a interseção do vértice de cada altura (pontos {\displaystyle A}, {\displaystyle B} e {\displaystyle C}) e o ortocentro do triângulo (ponto {\displaystyle S}).
Para um triângulo agudo, seis dos pontos (pontos médios e pés de altura) estão no próprio triângulo; para um triângulo obtuso, duas das alturas têm pés fora do triângulo, mas esses pés ainda pertencem ao círculo de nove pontos.

## Descoberta
Embora ele seja creditado por sua descoberta, Karl Wilhelm Feuerbach não descobriu inteiramente o círculo de nove pontos, mas o círculo de seis pontos, reconhecendo a importância dos pontos médios dos três lados do triângulo e dos pés das alturas desse triângulo. Mas logo após Feuerbach, o próprio matemático Olry Terquem provou a existência do círculo. Ele foi o primeiro a reconhecer o significado adicional dos três pontos médios entre os vértices do triângulo e o ortocentro. Assim, Terquem foi o primeiro a usar o nome círculo de nove pontos.

## Círculos tangentes

O círculo de nove pontos é tangente ao incírculo e excírculo

Em 1822, Karl Feuerbach descobriu que o círculo de nove pontos de qualquer triângulo é tangente externamente aos três excírculos do triângulo e tangente internamente ao seu incírculo; esse resultado é conhecido como teorema de Feuerbach. Ele provou que:
[...] o círculo que passa através dos pés das alturas de um triângulo é tangente a todos os quatro círculos, que por sua vez são tangentes aos três lados do triângulo [...] (Feuerbach 1822)
O centro do triângulo no qual o círculo e o círculo de nove pontos tocam é chamado de ponto de Feuerbach.

## Outras propriedades do círculo de nove pontos
- O raio de uma circunferência circunscrita em um triângulo é duas vezes o raio do círculo de nove pontos desse triângulo.[5]:p.153

Um círculo de nove pontos corta um segmento de reta que vai do ortocentro do triângulo correspondente a qualquer ponto do seu círculo.
- O centro {\displaystyle N} do círculo de nove pontos corta um segmento do ortocentro {\displaystyle H} ao circuncentro {\displaystyle O} (tornando o ortocentro um centro de dilatação para os dois círculos):[5]:p.152

{\displaystyle ON=NH}.
- O centro de nove pontos {\displaystyle N} está a um quarto do caminho ao longo da linha de Euler, do centroide {\displaystyle G} até o ortocentro {\displaystyle H}:[5]:p.153

{\displaystyle HN=3NG}.
- Seja {\displaystyle \omega } o círculo de nove pontos do triângulo diagonal de um quadrilátero cíclico. O ponto de interseção dos bimedianos do quadrilátero cíclico pertence ao círculo de nove pontos.[6][7]

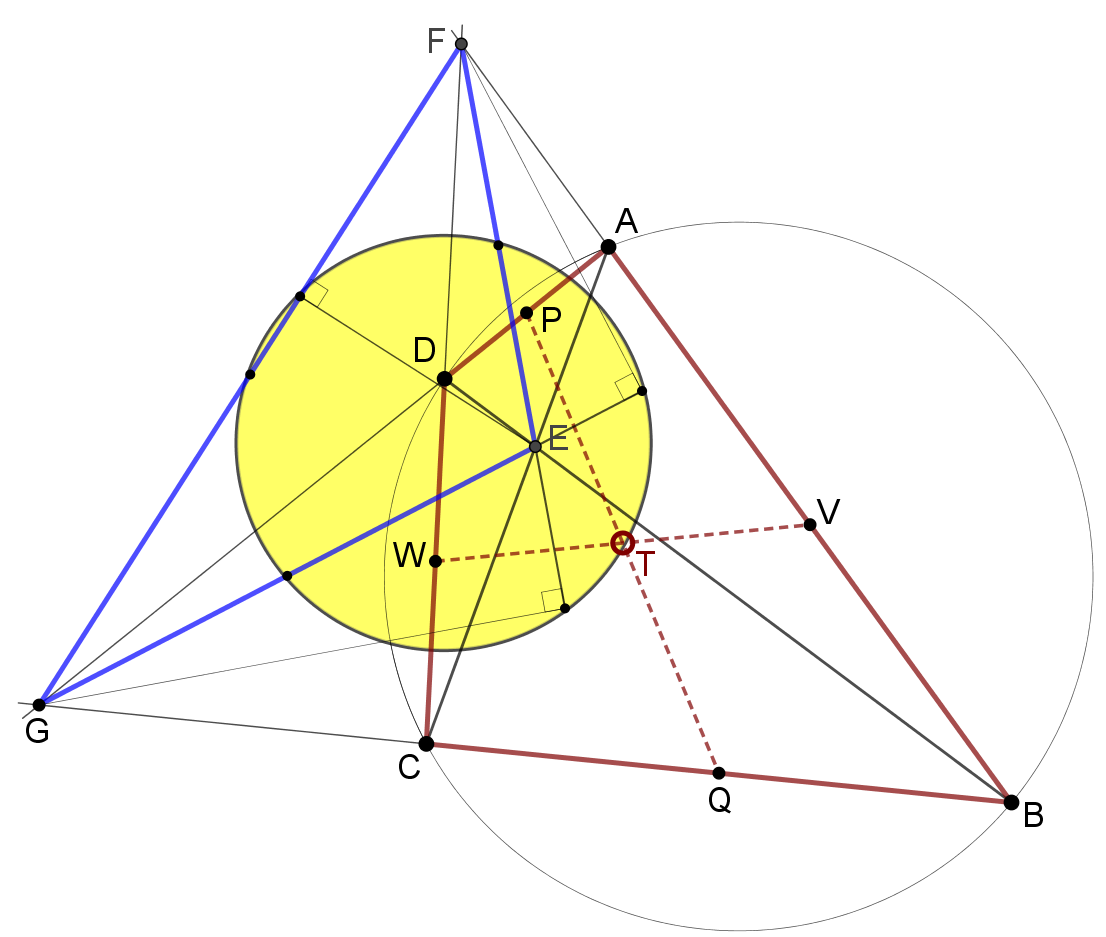
' é um quadrilátero cíclico. ' é o triângulo diagonal do '. O ponto ' da interseção dos bimedianos do ' pertence ao círculo de nove pontos do '.

- O círculo de nove pontos de um triângulo de referência é o círculo do triângulo medial do triângulo de referência (com vértices nos pontos médios dos lados do triângulo de referência) e seu triângulo órtico (com vértices nos pés das alturas do triângulo de referência).[5]:p.153

- O centro de todas as hipérboles retangulares que passam pelos vértices de um triângulo está em seu círculo de nove pontos. Exemplos incluem as bem conhecidas hipérboles retangulares de Keipert, Jeřábek e Feuerbach. Esse fato é conhecido como teorema cônico de Feuerbach.

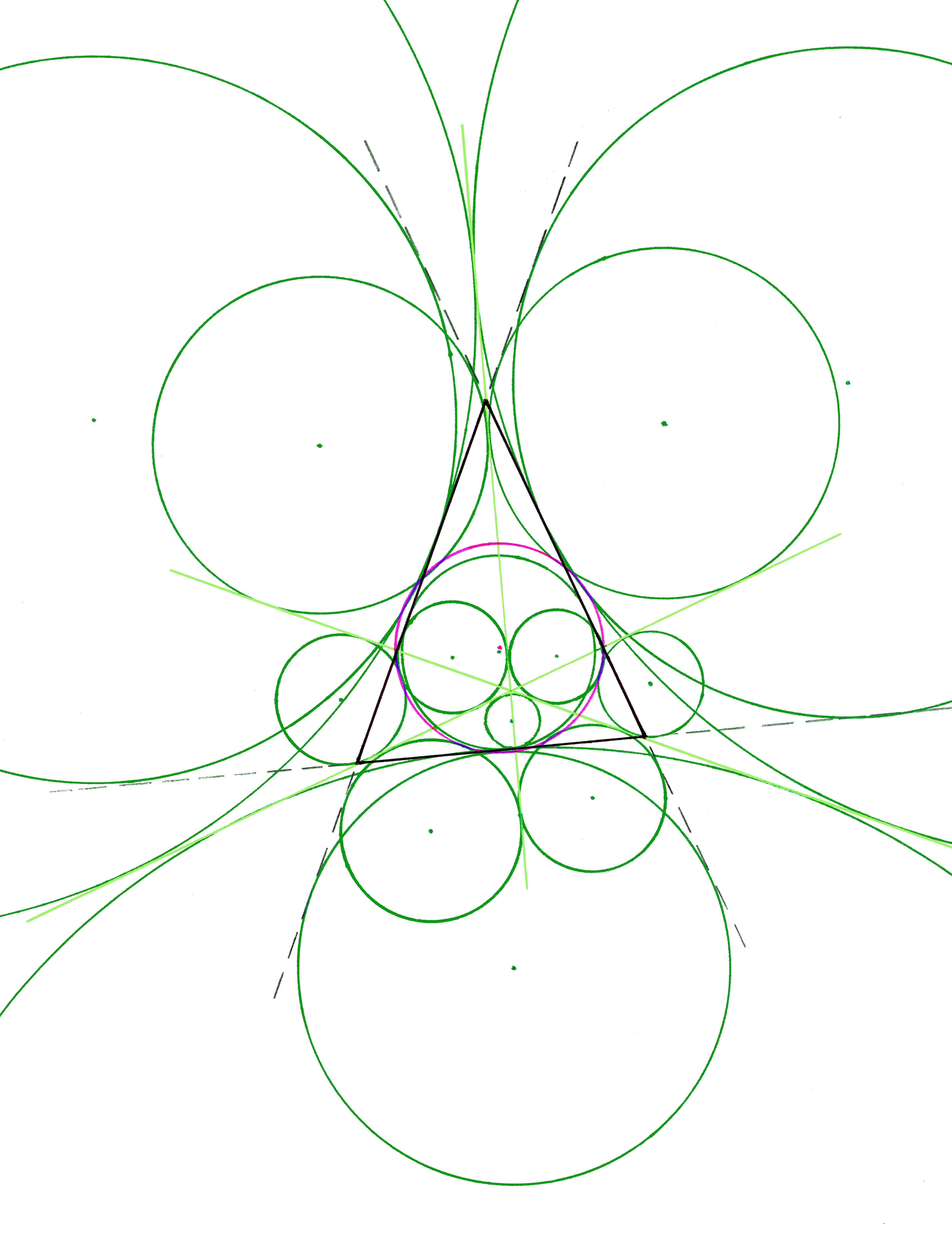
O círculo de nove pontos e os 16 círculos tangentes do sistema ortocêntrico

- Se um sistema ortocêntrico de quatro pontos {\displaystyle A}, {\displaystyle B}, {\displaystyle C} e {\displaystyle H} é dado, então os quatro triângulos formados por qualquer combinação de três pontos distintos desse sistema compartilham o mesmo círculo de nove pontos. Isso é uma consequência da simetria: os lados de um triângulo adjacente a um vértice que é um ortocentro para outro triângulo são segmentos desse segundo triângulo. Um terceiro ponto médio está no lado comum.[d]

- Conseqüentemente, esses quatro triângulos têm circuitos com raios idênticos. Seja {\displaystyle N} o centro comum de nove pontos e {\displaystyle P} seja um ponto arbitrário no plano do sistema ortocêntrico. Então

{\displaystyle NA^{2}+NB^{2}+NC^{2}+NH^{2}=3R^{2}}
onde {\displaystyle R} é o circunraio comum; e se
{\displaystyle PA^{2}+PB^{2}+PC^{2}+PH^{2}=K^{2}},
onde {\displaystyle K} é mantido constante, então o locus de {\displaystyle P} é um círculo centrado em {\displaystyle N} com um raio {\displaystyle \scriptstyle {\frac {1}{2}}{\sqrt {K^{2}-3R^{2}}}}. À medida que {\displaystyle P} se aproxima de {\displaystyle N}, o local de {\displaystyle P} para a constante correspondente {\displaystyle K} cai sobre {\displaystyle N} no centro de nove pontos. Além disso, o círculo de nove pontos é o locus de {\displaystyle P} tal que
{\displaystyle PA^{2}+PB^{2}+PC^{2}+PH^{2}=4R^{2}}.
- Os centros do círculo e dos círculos de um triângulo formam um sistema ortocêntrico. O círculo de nove pontos criado para esse sistema ortocêntrico é o circulo do triângulo original. Os pés das alturas no sistema ortocêntrico são os vértices do triângulo original.
- Se quatro pontos arbitrários {\displaystyle A}, {\displaystyle B}, {\displaystyle C}, {\displaystyle D} são dados que não formam um sistema ortocêntrico, então os círculos de nove pontos de {\displaystyle ABC}, {\displaystyle BCD}, {\displaystyle CDA} e {\displaystyle DAB} concordam em um ponto. Os seis pontos de interseção restantes desses círculos de nove pontos coincidem com os pontos médios dos quatro triângulos. Notavelmente, existe uma cônica única de nove pontos, centralizada no centroide desses quatro pontos arbitrários, que passa por todos os sete pontos de interseção desses círculos de nove pontos. Além disso, por causa do teorema cônico de Feuerbach mencionado acima, existe um único circuncônico retangular, centralizado no ponto de interseção comum dos quatro círculos de nove pontos, que passa pelos quatro pontos arbitrários originais e pelos ortopedistas dos quatro triângulos.
- Se quatro pontos {\displaystyle A}, {\displaystyle B}, {\displaystyle C}, {\displaystyle D} são dados que formam um quadrilátero cíclico, então os círculos de nove pontos de {\displaystyle ABC}, {\displaystyle BCD}, {\displaystyle CDA} e {\displaystyle DAB} coincidem no anticentro do quadrilátero cíclico. Os círculos de nove pontos são todos congruentes com um raio de metade do raio do círculo do quadrilátero cíclico. Os círculos de nove pontos formam um conjunto de quatro círculos de Johnson. Consequentemente, os quatro centros de nove pontos são cíclicos e situam-se em um círculo congruente com os quatro círculos de nove pontos centralizados no anticentro do quadrilátero cíclico. Além disso, o quadrilátero cíclico formado a partir dos quatro centros de nove pontos é homotético ao {\displaystyle ABCD} quadrilátero cíclico de referência por um fator de {\displaystyle -{1 \over 2}} e seu centro homotético ({\displaystyle N}) fica na linha que liga o circuncentro ({\displaystyle O}) ao anticentro ({\displaystyle M}) onde

{\displaystyle ON=2NM}.
- O ortopolo das retas que passam pelo circuncentro fica no círculo de nove pontos.
- O circulo do triângulo, seu círculo de nove pontos, seu círculo polar e o circulo do seu triângulo tangencial[8] são coaxais.[9]
- As coordenadas trilineares para o centro da hipérbole de Kiepert são

{\displaystyle {(b^{2}-c^{2}) \over a}:{(c^{2}-a^{2}) \over b}:{(a^{2}-b^{2}) \over c}}
- As coordenadas trilineares para o centro da hipérbole de Jeřábek são

{\displaystyle \cos A\sin ^{2}(B-C):\cos B\sin ^{2}(C-A):\cos C\sin ^{2}(A-B)}
- Deixando {\displaystyle x:y:z} seja um ponto variável nas coordenadas trilineares, uma equação para o círculo de nove pontos é

{\displaystyle x^{2}\sin 2A+y^{2}\sin 2B+z^{2}\sin 2C-2(yz\sin A+zx\sin B+xy\sin C)=0}.

## Generalização
O círculo é uma instância de uma seção cônica e o círculo de nove pontos é uma instância da cônica geral de nove pontos que foi construída com relação a um triângulo {\displaystyle ABC} e um quarto ponto {\displaystyle P}, onde a instância específica do círculo de nove pontos surge quando {\displaystyle P} é o ortocentro do {\displaystyle ABC}. Os vértices do triângulo e {\displaystyle P} determinam um quadrilátero completo e três "pontos diagonais" onde lados opostos do quadrilátero se cruzam. Existem seis "laterais" no quadrilátero; a cônica de nove pontos cruza os pontos médios desses pontos e também inclui os pontos diagonais. A cônica é uma elipse quando {\displaystyle P} é interior de {\displaystyle ABC} ou em uma região que compartilha ângulos verticais com o triângulo, mas ocorre uma hipérbole de nove pontos quando {\displaystyle P} está em uma das três regiões adjacentes e a hipérbole é retangular quando {\displaystyle P} está no circuncisão do {\displaystyle ABC}.